# Župnija Portorož
Župnija Portorož je rimskokatoliška teritorialna župnija dekanije Koper, ki je del škofije Koper.

## Sakralni objekti
| slika                     | cerkev                                     | kraj / naselje |
| ------------------------- | ------------------------------------------ | -------------- |
| Klikni za spremembo slike | cerkev Marije Rožnovenske župnijska cerkev | Portorož       |

### Nekdanje cerkve
| slika                     | cerkev                                                      | kraj / naselje              |
| ------------------------- | ----------------------------------------------------------- | --------------------------- |
| Klikni za spremembo slike | cerkev sv. Bernardina, Portorož nekdanja samostanska cerkev | hotelski kompleks Bernardin |

## Zgodovina župnije
Med prvimi cerkvenimi redovniki, ki so prišli na zahodno obalo Istre, so bili benediktinci, na širšem območju današnjega Portoroža so že v 12. stoletju delovali štirje njihovi samostani, zelo veliko pa je bilo tudi cerkva. Med njimi najstarejša je bila cerkev sv. Marije Rožnovenske (Madonna delle Rose, Sancta Maria Roxe, Maria delle Rose) iz začetka 13. stoletja, ki je stala ob zalivu na območju današnjega naselja Fizine, pred Bernardinom. Koprski škof Paolo Naldini jo še leta 1700 omenja v svojem delu Corografia ecclesiatica o'sia descrittione della città e della dioscesi di Giustinopoli detto volgarmente Capo d'Istria, v prevodu Cerkveni krajepis  ali opis mesta in škofije Justinopolis, ljudsko Koper (COBISS), kot največjo, najbolj ljubko in pozornosti vredno. Po njej so od leta 1251 tudi Portoroški zaliv poimenovali »Portus Sanctae Mariae de Rosae«. Znano je, da je bila koncem 18. stoletja zapuščena, o njej so izginile vse sledi, spomin nanjo ohranja le današnje ime naselja Portorož/Portorose.  
Leta 1968 je ustanovljena župnija Lucija-Portorož, za prvega župnika je bil imenovan Franc Prelc. Pred tem so ta del župnije Piran versko upravljali patri frančiškani, ki so prihajali iz Pirana. Leta 1976 se je od skupne župnije ločila novoustanovljena župnija Lucija. Leta 2006 je portoroško župnijo v upravo prevzel lucijski župnik Janez Kavčič. Od leta 2013 je župnik v Portorožu in Luciji, to je v obeh župnijah, Vinko Paljk.

## Opis župnije
Župnija Portorož obsega del obale Piranskega zaliva, območje strnjenega naselja in hotelskih kompleksov od meje z Lucijo proti Piranu do Bernardina, ki je meja z župnijo Piran in navzgor do Belega Križa in do Šentjan nad Portorožem, kjer poteka meja z župnijo Strunjan, na drugi strani Piranskega zaliva pa meji župnija na hrvaško župnijo Umag, ki spada pod Poreško-Puljsko škofijo. Prav tako obsega tudi Vesno in območje tamkajšnje pozidave vse do magistralne ceste, ki iz Lucije čez Valeto poteka proti Strunjanu, Izoli in Kopru. Župnija nima podružnice, pač pa poteka občasno bogoslužje v deloma ohranjenih ostankih nekdanje frančiškanske samostanske cerkve sv. Bernardina Sienskega v hotelskem naselju Bernardin, naj omenimo tudi znamenje na Belem Križu in kip Marije ubogih ob Koprski cesti. Ker je v župniji tudi italijanska skupnost, se za italijansko govoreče opravljajo obredi v njihovem jeziku, ob velikih praznikih se obhaja maša dvojezično. Za župnijo je značilno veliko število turistov, zato se zanje bogoslužje občasno opravlja tudi deloma ali v celoti v nemščini, angleščini ali v katerem od drugih tujih jezikov.

### Župnijska cerkev
Že pred in po ustanovitvi župnije Portorož-Lucija se je bogoslužje v Portorožu opravljalo v centru naselja, v kapeli v bližini lokalne avtobusne postaje, umeščeni v vstopni avli nekdanjega hotela, ki so ga pričeli graditi, vendar ga niso nikoli dokončali, (danes je tam trgovina). V sedemdesetih letih preteklega stoletja pa je z naraščanjem turizma postala kapela premajhna, posebej ob praznikih in nedeljah. Z oblastmi so zato stekli prvi pogovori, o možnostih izgradnje nove cerkve z župnijskimi prostori.
- Župnijska cerkev
- Župnijski urad in pastoralni center
- Ruševine nekdanje samostanske cerkve na Bernardinu
- Znamenje na Belem Križu